# Victor Sieg
Charles-Victor Sieg (Turckheim, 8 agosto 1837 – Colmar, 6 aprile 1899) è stato un compositore e organista francese.

## Biografia
Sieg studiò prima con suo padre e successivamente presso il Conservatorio di Parigi, con François Benoist (organo) e Ambroise Thomas (composizione musicale). Vinse il Primo Premio d'organo del conservatorio nel 1863 e l'anno successivo vinse il Prix de Rome per la cantata, Ivanhoé. La cantata debuttò il 18 novembre 1864 presso l'Opera di Parigi.
Ivanhoé fu l'unica composizione importante di Sieg, anche se in seguito pubblicò diversi brani per pianoforte tra cui Trois Impromptus, Tarentelle e Caprice-Valse. Dopo la sua permanenza a Roma, dove lavorò alla composizione di un opéra-comique, tornò a Parigi come organista presso la chiesa di Notre-Dame de Clignancourt e si dedicò all'insegnamento. Fu anche organista della Chiesa di Saint-Merri.